# Abudefduf vaigiensis
Abudefduf vaigiensis är en fiskart som först beskrevs av Jean René Constant Quoy och Joseph Paul Gaimard 1825.  Abudefduf vaigiensis ingår i släktet Abudefduf och familjen Pomacentridae. Inga underarter finns listade i Catalogue of Life.

## Bildgalleri

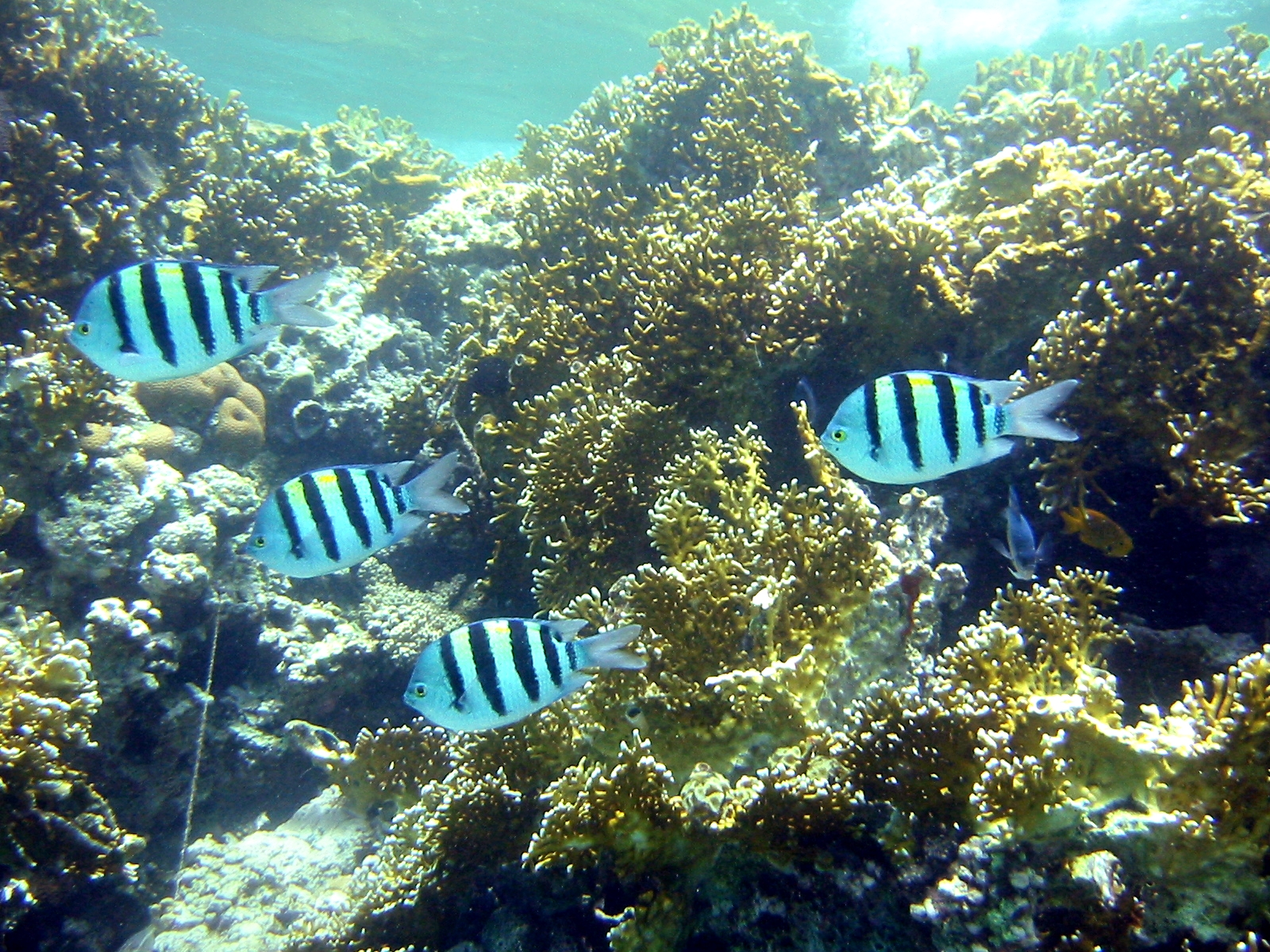
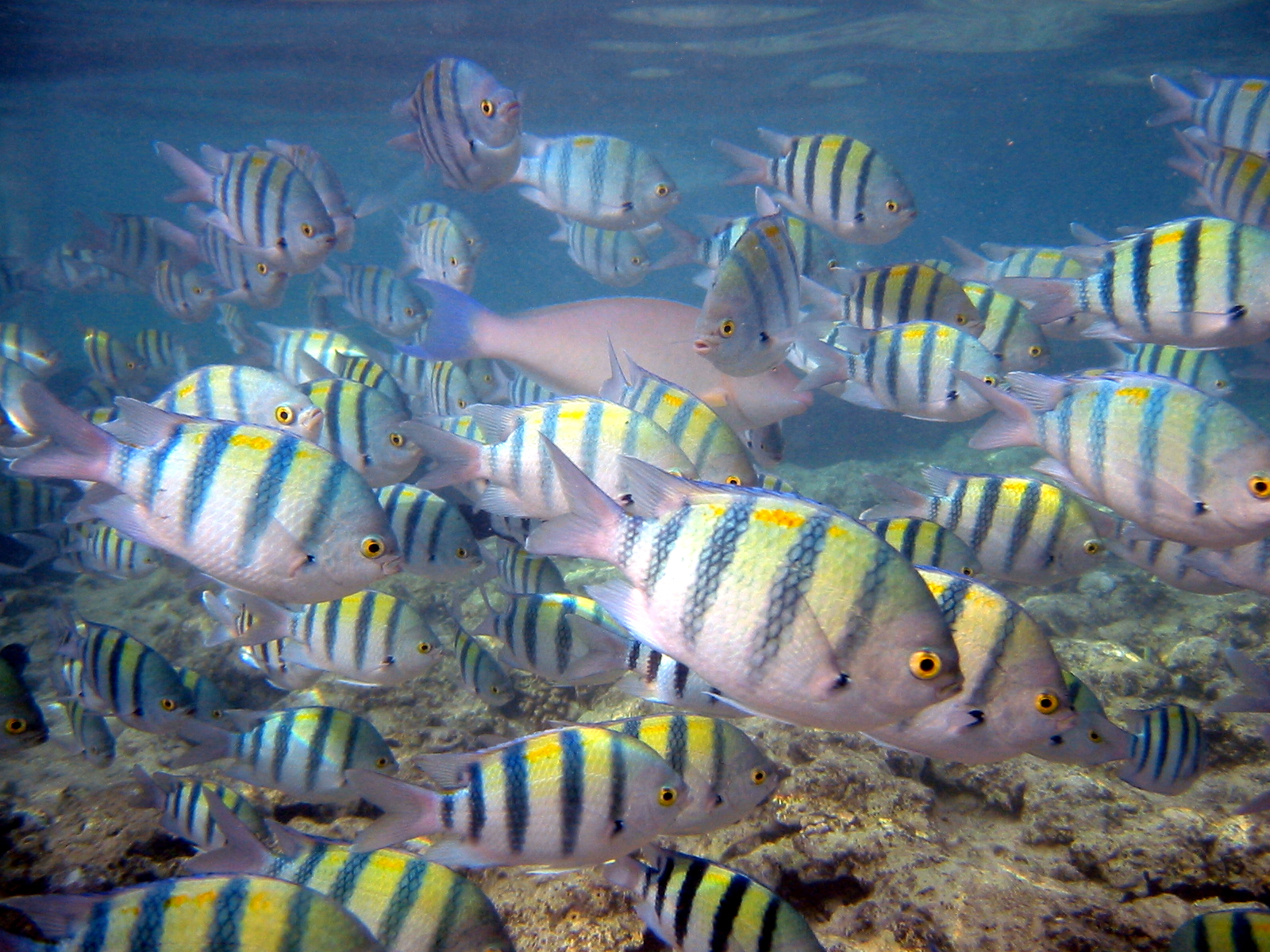
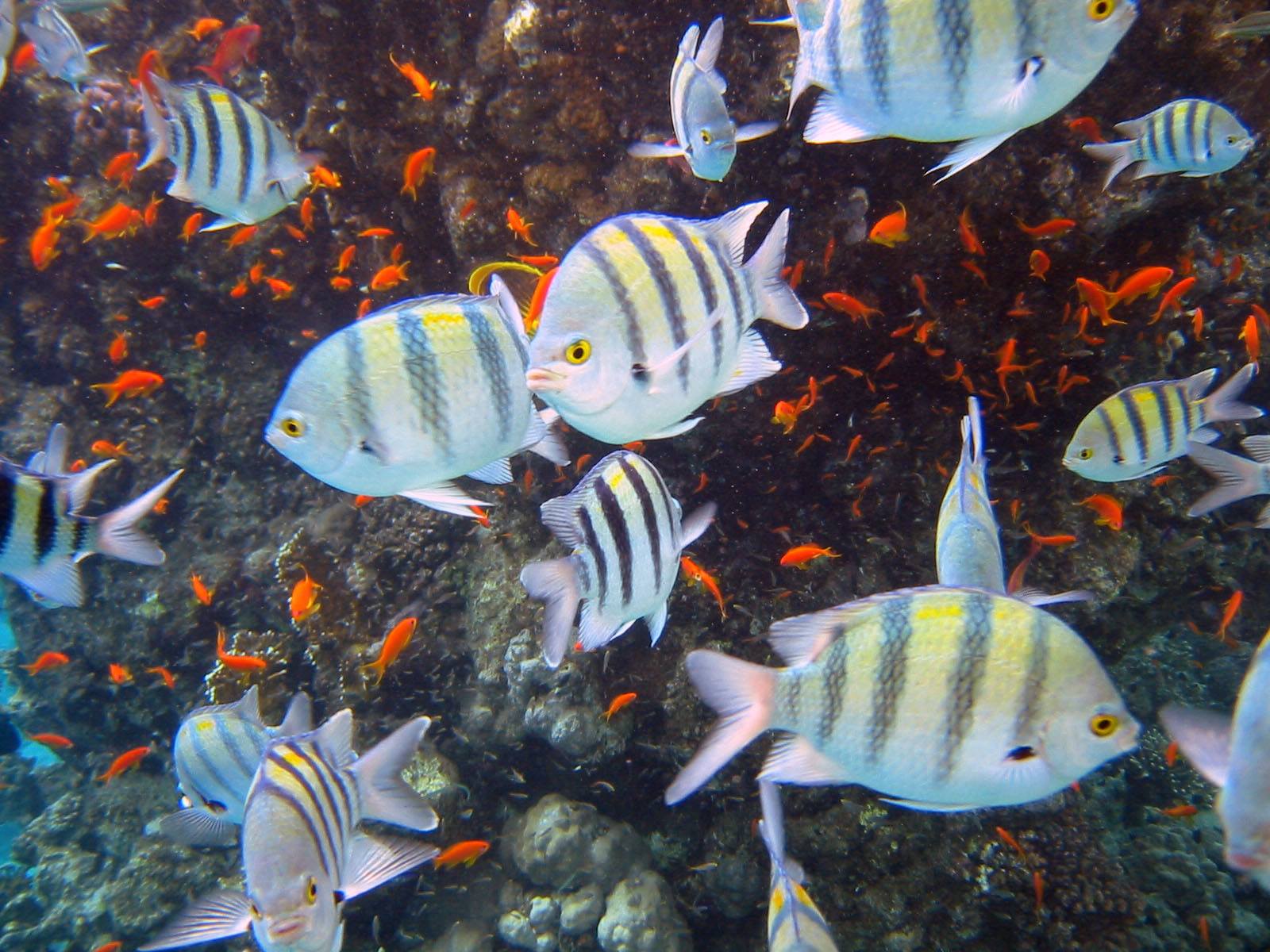
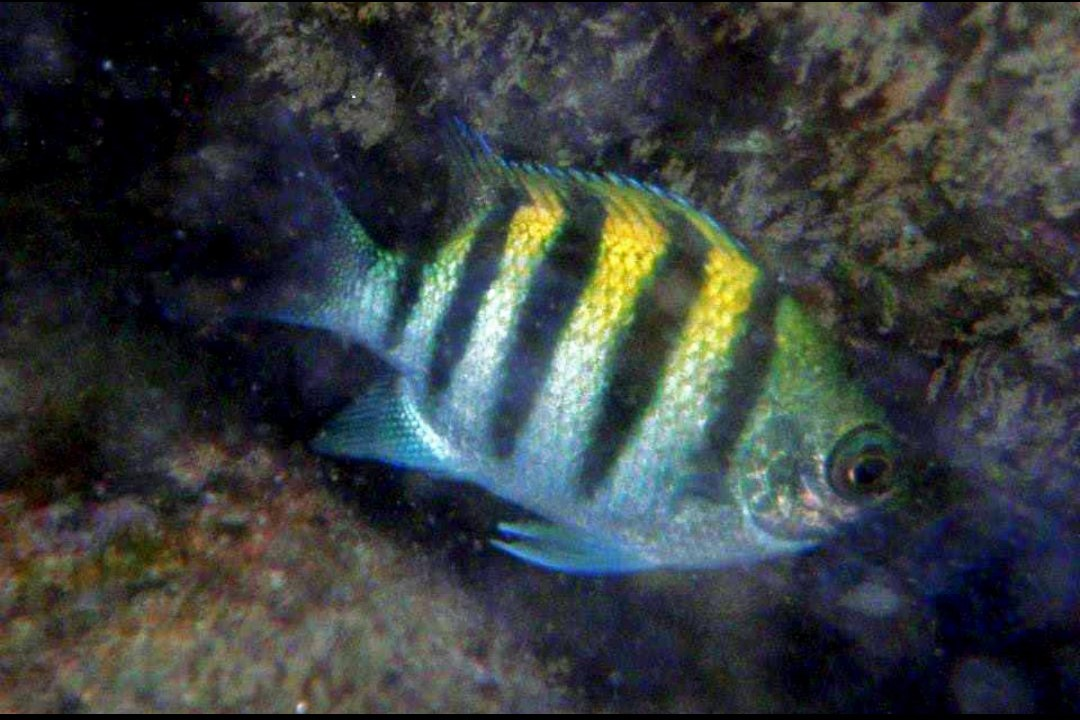